# 聖女房
聖女房（せいにょうぼう）は、1979年に日本テレビ系列で放送されたテレビドラマである。よみうりテレビ制作。

## 内容
野球場のウグイス嬢だった女性が、子持ちのカメラマンの後妻に入り、夫婦の愛、義母と子、父と子といった問題をテーマに、明るく、時にはコミカルなストーリーが展開される。

## テーマ
こんな進んだ世の中でも、まだまだ結婚は女性にとっては大きな夢だが、夢が実現したときには、現実の厳しさ、夫への幻滅、結婚は本来愛の喜びの昇華であるべきだが、逆の場合が多い。昔よりも値打ちの下がった現代の男性の妻となり、苛酷な世の中の流れに押し流されながらも、夫婦を全うするためには、やさしくて、強くて、無邪気で、利発で、人を傷つけず、自分も傷つかない、まるで聖女のような女性でなければ、厳しいものがある。果たして、そんな崇高な聖女になれるのか。

## 放送時間
毎週木曜日　22:00～22:54

## 放送期間
1979年10月11日～12月27日

## キャスト
- 桝井美奈子 - 大原麗子
- 大友重広 - 平幹二朗
- 三浦洋一
- 池上季実子
- 梅宮辰夫
- 坂上二郎
- 戸川京子
- 矢沢杏子
- 根岸季衣
- 車だん吉

## スタッフ
- 脚本: 松木ひろし
- 演出: 久野浩平
- プロデューサー:
- 音楽：福井峻

## 主題歌
『青春は最後のおとぎ話』（作詞：山川啓介、作曲：大塚博堂、編曲：クニ河内　歌：大塚博堂）

## サブタイトル
1. ジャイアンツよりもっと好き
2. マリア様って本当に処女？
3. そんなに愛して大丈夫？
4. いっしょになった一緒に住もう
5. わたしの気持も火事のいろ
6. やっぱり男ネ！ツヨそうね
7. キツーイ1発！見舞っちゃう
8. 悪妻宣言しちゃうから！
9. 迷い子のウグイスお宿はどこだ
10. 今夜こそ！二人の愛の証をネ
11. 恋の手ほどきしてあげる
12. お腹が動いた赤ちゃんできた？